# Jessica Stroup
Jessica Leigh Stroup (Anderson, 23 ottobre 1986) è un'attrice e modella statunitense.
È nota per il ruolo di Erin Silver nella serie televisiva 90210, spinoff del celebre serial Beverly Hills 90210.

## Biografia
Nasce nel 1986 a Anderson in Carolina del Sud, ma cresce a Charlotte in Carolina del Nord. Sin da piccola inizia ad interessarsi al mondo dello spettacolo e a lavorare come modella. Nel 2004, dopo essersi diplomata presso la "Providence High School", Jessica Stroup si trasferisce a Los Angeles dove, dopo alcune esperienze da modella, inizia a lavorare come attrice.

## Carriera

### Recitazione
Nel 2005 ottiene il suo primo ruolo come guest star nella serie televisiva della Nickelodeon Unfabulous e in seguito ha un piccolo ruolo nel film televisivo Pipistrelli Vampiro. L'anno successivo recita in un ruolo da protagonista nel film TV Southern Comfort, per il quale rinuncia al ruolo di Zoe nel film Leggenda mortale. Tra il 2006 e il 2007 partecipa a diverse serie TV come Grey's Anatomy, Reaper - In missione per il Diavolo, Girlfriends, October Road e True Blood.
Nel 2006, Jessica Stroup intraprende la carriera cinematografica con il film Scuola per canaglie. Successivamente recita nel film horror Le colline hanno gli occhi 2 (2007) e nel film Che la fine abbia inizio (2008).
Nel 2008 viene ingaggiata nella serie TV 90210, nella parte di Erin Silver, la sorella minore di Kelly Taylor e David Silver di Beverly Hills 90210. Recita nella serie per cinque stagioni, fino alla sua conclusione nel 2013.
Nel 2009 torna al cinema, come co-protagonista di Mischa Barton, nel thriller Homecoming e inoltre recita in un ruolo minore nel film The Informers - Vite oltre il limite.
Nel 2012 recita nel ruolo di Tracy nel film commedia Ted.
Ne 2014 entra a far parte del cast della serie TV The Following con protagonista Kevin Bacon, interpretando il ruolo dell'agente di polizia Max Hardy nonché nipote del protagonista.

### Moda e pubblicità
Durante la carriera da modella diventa testimonial per le campagne pubblicitarie della Honda, di Target, di Dentyne e di Velveeta.

## Filmografia

### Cinema
- Pray for Morning, regia di Cartney Wearn (2006)
- Left in Darkness, regia di Steven R. Monroe (2006)
- Scuola per canaglie (School for Scoundrels), regia di Todd Phillips (2006)
- Broken, regia di Alan White (2006)
- Le colline hanno gli occhi 2 (The Hills Have Eyes II), regia di Martin Weisz (2007)
- This Christmas - Natale e altri guai (This Christmas), regia di Preston A. Whitmore II (2007)
- Che la fine abbia inizio (Prom Night), regia di Nelson McCormick (2008)
- The Informers - Vite oltre il limite (The Informers), regia di Gregor Jordan (2009)
- Homecoming, regia di Morgan J. Freeman (2009)
- Ted, regia di Seth MacFarlane (2012)
- Jack Reacher - Punto di non ritorno, regia di Edward Zwick (2016)

### Televisione
- Unfabulous - serie TV, episodio 2x05 (2005)
- Pipistrelli Vampiro (Vampire Bats), regia di Eric Bross (2005) - film TV
- Zoey 101 - serie TV, episodio 2x22 (2006)
- Girlfriends - serie TV, episodio 6x15 (2006)
- Southern Comfort, regia di Greg Yaitanes (2006) - film TV
- October Road - serie TV, episodio 2x05 (2007)
- Grey's Anatomy - serie TV, episodio 3x13 (2007)
- Reaper - In missione per il Diavolo - serie TV, 4 episodi (2007-2008)
- True Blood - serie TV, episodio 1x01 (2008)
- 90210 - serie TV, 114 episodi (2008-2013)
- The Following - serie TV, 28 episodi (2014-2015)
- Iron Fist – serie TV, 23 episodi (2017-2018)

## Doppiatrici italiane
Nelle versioni in italiano dei suoi film, Jessica Stroup è stata doppiata da:
- Francesca Manicone in 90210, Che la fine abbia inizio, Iron Fist
- Emanuela Damasio in Homecoming - Vendetta e seduzione
- Myriam Catania in Grey's Anatomy
- Chiara Gioncardi in Reaper - In missione per il diavolo
- Francesca Fiorentini in This Christmas - Natale e altri guai
- Claudia Catani in Le colline hanno gli occhi 2
- Gemma Donati in Pipistrelli Vampiro
- Stella Musy in The Following